# 김상문 (유도 선수)
김상문(1970년 1월 6일 ~ )은 대한민국의 유도 선수이다. 그는 1992년 하계 올림픽 남자 하프 라이트급 경기에 출전했었다.